# BSS鳥取ラジオ中継局
BSS鳥取ラジオ中継局（ビーエスエスとっとりラジオちゅうけいきょく）は、鳥取県鳥取市にある山陰放送ラジオの中継局。
里仁地区にAMラジオの中継局、鉢伏山にFM補完中継局が設置されている。

## 概要
- 当中継局は、鳥取市里仁地区に置かれ、県東部へ電波を発射している。
- 当中継局は1989年6月30日から使用。それまでは鳥取市南吉方から周波数1485 kHz、出力100 Wで送信していた（コールサイン同じ）。移転により出力を10倍にした格好になる。
- 山陰本線の車窓南側からもよく見える。なお反対の北側にあるのはNHK千代水ラジオ放送所である。
- BSS鳥取FMについては鉢伏山 (鳥取県)を、BSSテレビの鳥取中継局については毛無山 (鳥取市)をそれぞれ参照。

## 中継局概要
| 周波数 （kHz） | 放送局名     | コールサイン | 空中線電力 | 放送対象地域   | 放送区域内世帯数 | 開局日         |
| -------------- | ------------ | ------------ | ---------- | -------------- | ---------------- | -------------- |
| 1431           | BSS 山陰放送 | JOHL         | 1kW        | 鳥取県・島根県 | -                | 1950年11月23日 |